# Rhaphuma theryi
Rhaphuma theryi är en skalbaggsart som först beskrevs av Maurice Pic 1900.  Rhaphuma theryi ingår i släktet Rhaphuma och familjen långhorningar. Inga underarter finns listade i Catalogue of Life.